# Bon, Bon
"Bon, Bon" là một ca khúc của nam ca sĩ nhạc rap người Mỹ gốc Cuba Pitbull. Ca khúc được chọn làm đĩa đơn thứ ba cho Armando, album phòng thu thứ năm của Pitbull, và được phát hành vào ngày 25 tháng 10 năm 2010. Ca khúc đã lọt vào bảng xếp hạng Billboard Hot 100 tại vị trí #61 và vị trí #3 trên bảng xếp hạng Billboard Top Latin Songs. "Bon, Bon" có sử dụng một đoạn nhạc trích từ ca khúc "We No Speak Americano" của Yolanda Be Cool & DCUP, nhưng sau đó người ta biết rằng phiên bản này của "We No Speak Americano" là một phiên bản làm lại được thực hiện bởi Alvaro DJ của Amsterdam.

## Danh sách ca khúc
- EP kỹ thuật số[1]

1. "Bon, Bon" (Album Version) – 3:35
2. "Bon, Bon" (Radio Edit) – 3:06
3. "Bon, Bon" (English Version) – 3:36
4. "Bon, Bon" (NRJ Dance 2011) – 3:36
5. "Bon, Bon" (Bravo Hits 73) – 3:37
6. "Bon, Bon" (Swiss Edition) – 3:37
7. "Bon, Bon" (We Love Summer 2011) – 3:37
8. "Bon, Bon" (The Dome - Summer 2011) – 3:36
9. "Bon, Bon" (Sommermädchen 2011) – 3:37

## Tham gia thực hiện
- Armando C. Perez – sáng tác
- Nicola Salerno - sáng tác, sắp xếp, dụng cụ, thu âm, phối khí
- DJ Alvaro - sản xuất, sắp xếp, dụng cụ, thu âm, phối khí
- Johnson Peterson - sáng tác
- Sylvester Martinez - sáng tác
- Duncan MacLellan - sáng tác

Danh sách thực hiện được lấy từ ghi chú trong album Armando.

## Xếp hạng
| Bảng xếp hạng (2010–11)       | Vị trí cao nhất |
| ----------------------------- | --------------- |
| Áo (Ö3 Austria Top 40)        | 36              |
| Đức (GfK)                     | 39              |
| Israel (Media Forest)         | 8               |
| Ba Lan (Dance Top 50)         | 38              |
| Tây Ban Nha (PROMUSICAE)      | 38              |
| Thụy Sĩ (Schweizer Hitparade) | 47              |
| Hoa Kỳ Billboard Hot 100      | 61              |
| US Billboard Latin Songs      | 3               |
| US Billboard Latin Pop Songs  | 3               |
| US Billboard Tropical Songs   | 3               |